# الإعصار الفضائي
الإعصار الفضائي عاصفة رياح شمسية أكبر وأقوى بنحو كبير من الأعاصير المعروفة على الأرض. وهي مرتبطة بظاهرة الشفق القطبي، حيث تسبب حركة الإلكترونات في العاصفة شفقا عملاقا على شكل إعصار. ويذهب العلماء إلى أنها تحدث في المناطق القطبية للكواكب ذات الحقول المغناطيسية، حيث أن الأعاصير الموجودة على الأرض تتشكل داخل الغلاف الجوي عن طريق العواصف الرعدية والزخم الزاوي من دوران الأرض، أما الأعاصير الفضائية فتتكون من تفاعل البلازما مع المجالات المغناطيسية.